# Ryōzen-ji
Ryōzen-ji (霊山寺?) es un templo budista de la secta Shingon en la localidad de Naruto, prefectura de Tokushima, Japón. Se trata del primer templo de la peregrinación del Camino de Shikoku.

## Historia
Se dice que fue fundada por Gyōki bajo el mando del emperador Shomu durante la era Tenpyō, Cuando Kūkai llegó al templo oró por los granjeros y talló una estatua de Shaka Nyorai como imagen principal. Sus edificios son reemplazos más recientes después de los daños causados por incendios, algunos de ellos causados por los ataques a la isla de Shikoku por parte de Chosokabe Motochika durante el siglo XVI.
Ubicado cerca del punto de cruce para los peregrinos de la región de Kansai, Yūben Shinnen identificó el templo como el primero del camino de Shikoku en 1687, y las guías posteriores siguieron su ejemplo. Es costumbre regresar al Ryōzen-ji como un orei mairi (visita de acción de gracias) al completar la peregrinación, aunque esto puede ser a raíz de un desarrollo relativamente reciente.

## Edificios notables

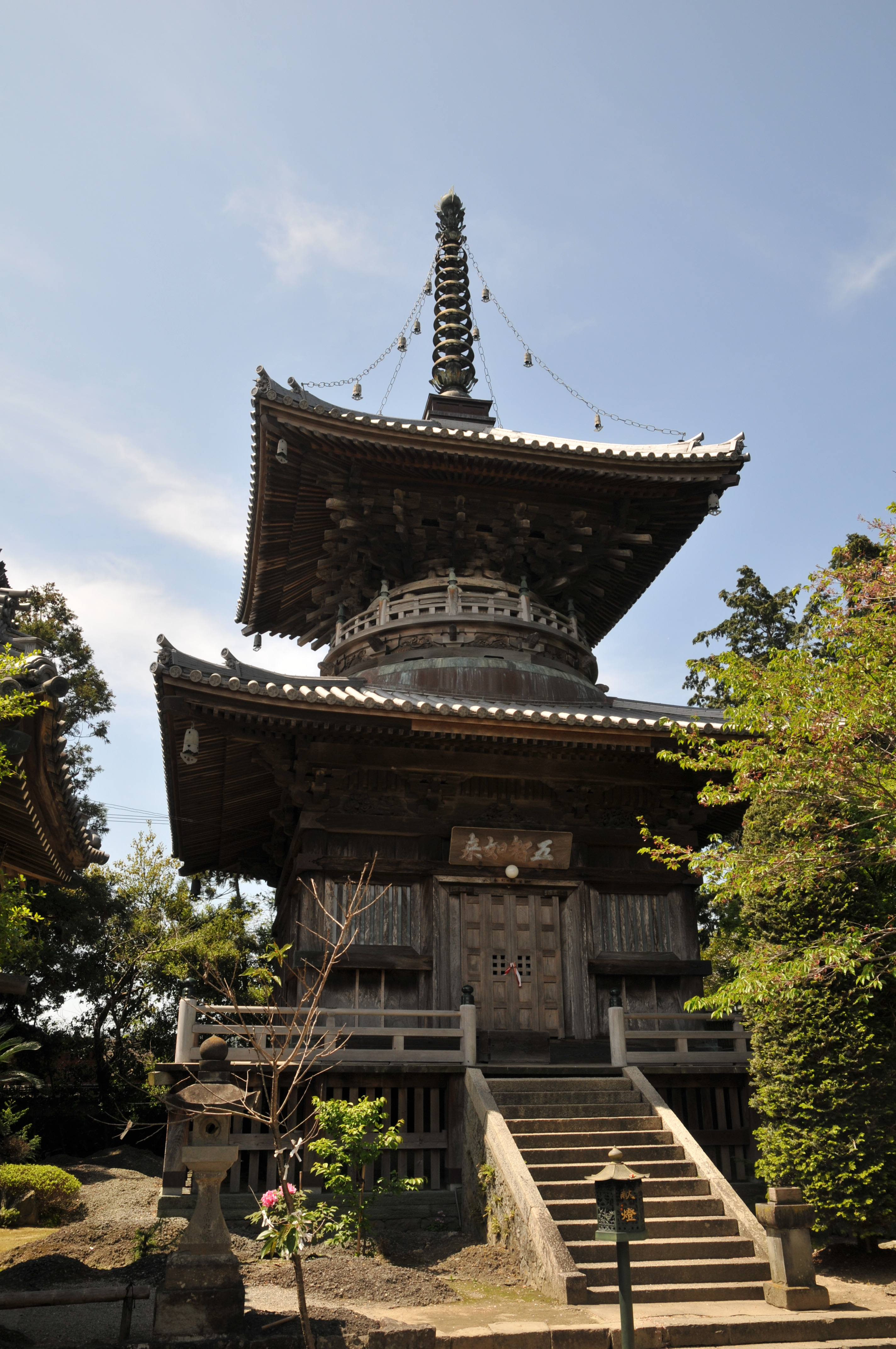
La pagoda tahōtō del Ryōzen-ji.

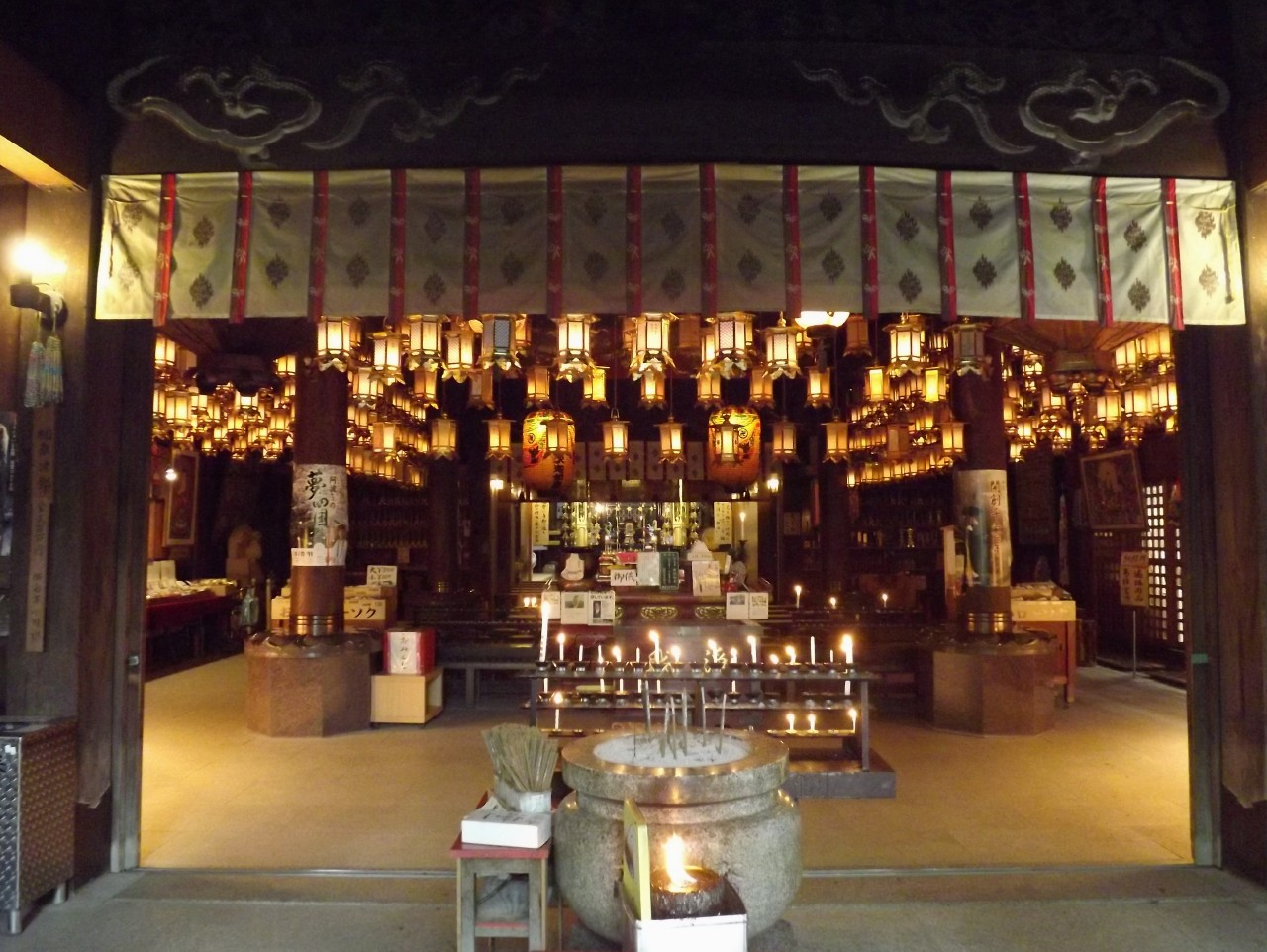
El interior del salón principal del templo.

- La pagoda de tipo tahōtō datada de la era Ōei (1394―1428), que fue incendiada durante los asaltos de Chosokabe Motochika.[7]
- El hondō (salón principal), reconstruido en 1908 y restaurado en 1964.[3]
- El daishidō.[7]